# Stripper (canção de Achille Lauro)
"Stripper" é a canção que representou o San Marino no Festival Eurovisão da Canção 2022 que ocorreu em Turim. A canção foi selecionada através do Una Voce per San Marino, que teve lugar no dia 19 de fevereiro de 2022. Na semifinal do dia 12 de maio, a canção não constou de entre os dez qualificados, pois terminou a semifinal em 14º lugar com 50 pontos.